# Béryte
Béryte (en grec ancien : Βηρυτός / Bērutós ; en latin : Berytus) est une ancienne cité phénicienne qui correspond à la ville moderne de Beyrouth, au Liban.
Le nom latin de la ville est Berytus, qui provient de l'araméen Biryt (pluriel de Bir qui signifie puits). Le latin était la langue officielle de la cité qui fut colonie romaine. La ville se situait sur un promontoire orienté vers le nord face à la mer, et sur un territoire montagneux.

## Histoire
Béryte est une ville de fondation ancienne comme l'attestent les fouilles de ses vestiges archéologiques : les édifices de la période hellénistique sont construits au-dessus des édifices achéménides et selon la même orientation.

### À l'époque hellénistique

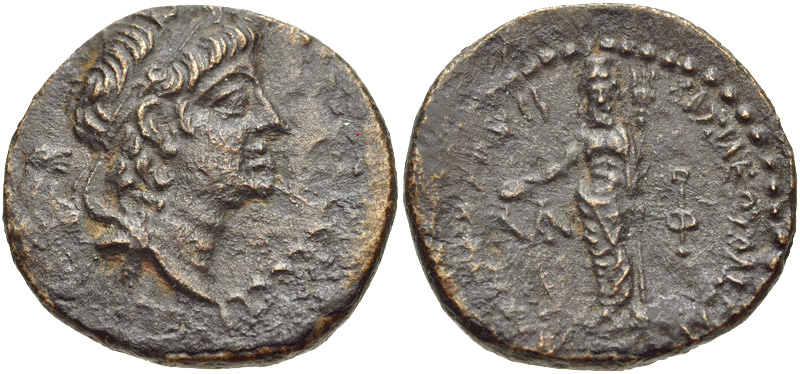
Monnaie de Béryte, sur l'avers, le roi séleucide Alexandre II Zabinas, et sur l'envers, le dieu Ba'al-Berit portant une phiale et le trident.

Dès le IVe siècle av. J.-C., les marchands de Béryte fréquentent la Grèce. À la fin du IVe siècle av. J.-C. et au début du IIIe, sans doute avec l'arrivée des Grecs, des constructions nouvelles apparaissent. Sous le règne d'Antiochos IV, à partir de 169-168, des monnaies de bronze, donc à usage local, sont émises. C'est au IIe siècle av. J.-C. surtout que les constructions apparaissent plus nombreuses. Or, Béryte est détruite entre 143 et 138 av. J.-C. par Diodote Tryphon, puis reconstruite sous le nom nouveau de Laodicée de Phénicie (ou de Canaan) d'après Strabon. Les belles maisons mises au jour par les fouilles archéologiques pourraient être le signe de ce nouveau développement de la cité entre 150 et 125 av. J.-C.
En matière d'économie, Béryte possède, à l'époque hellénistique, des chantiers navals actifs dans lesquels les artisans se regroupent en association. Le commerce se développe entre le Levant-sud et des régions lointaines comme l'Asie mineure ou l'Attique, comme le prouvent les nombreux bols moulés, dits « bols mégariens » retrouvés à Béryte, à Dôra et ailleurs. Des marchands de Béryte sont groupés en associations autour du culte de Poséidon ; ils forment les Poseidoniastes, installés sur l'île de Délos au IIe siècle av. J.-C. ; mais de telles divinités, malgré leur nom grec, sont bien des dieux sémites.
En 83 av. J.-C., la Phénicie et la Cilicie plane passent sous le pouvoir de Tigrane II d'Arménie. Mais l'occupation arménienne, qui dure jusqu'en 69, est plutôt, au témoignage de Trogue Pompée, une période heureuse, où le règne de la paix s'ajoute à la conquête de l'autonomie pour plusieurs cités, malgré la persistance des anciens fléaux de la piraterie et du brigandage des Ituréens et des Arabes. S'ouvre alors pour Béryte, en 81-80, une ère de la liberté.

### Sous l'Empire romain
Sous l'Empire romain, Auguste fonde une colonie à Béryte, sans doute en 15-14 av. J.-C., sous le nom de Colonia Augusta Iulia Felix Berytus. À ce titre, le droit romain s'y applique. La cité possède au IIIe siècle le ius italicum , privilège rare valant exemption fiscale. La ville romaine se développe près de la mer, au nord-est de l'ancienne cité achéméno-hellénistique, dont les quartiers ne sont pas abandonnés.
Berytus était considérée comme la ville la plus romaine des provinces orientales de l'Empire romain. C'était l'une des quatre colonies romaines dans la région Syrie-Phénicie et la seule avec un Ius Italicum complet (signifiant : exonération de la fiscalité impériale).

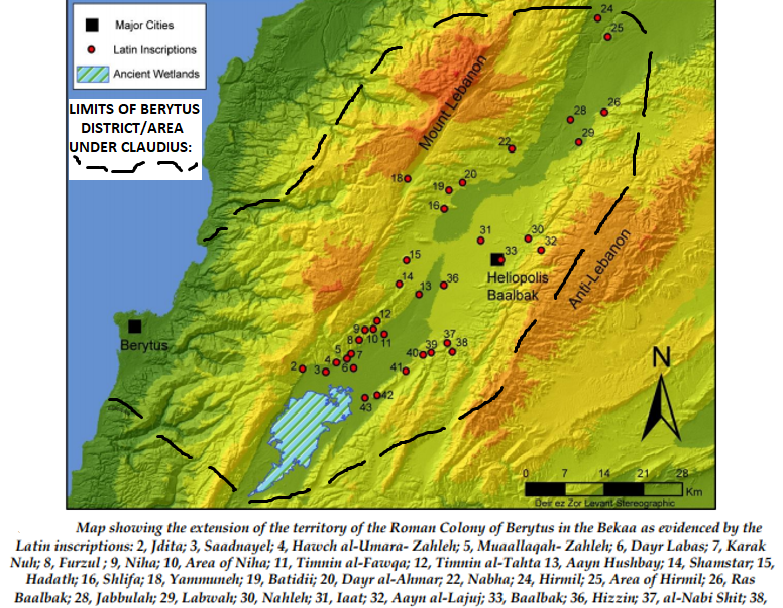
Carte montrant le roman territorie/district de Berytus

Son territoire/district sous Claudius atteignait la vallée de la Bekaa et comprenait Héliopolis ; c'était la seule région majoritairement latinophone de la région syro-phénicienne, car colonisée par des colons romains qui ont même promu l'agriculture dans les terres fertiles autour de l'actuel Yammoune.
Devenue colonie romaine, Béryte jouit d'un traitement de faveur de la part du dernier roi de Judée, Hérode Agrippa Ier, qui poursuit une politique d'évergétisme fastueuse. Il fait construire dans cette ville « un théâtre très coûteux et d'une beauté supérieure aux autres, ainsi qu'un amphithéâtre à grands frais, à côté de bains et de portiques », se montrant « magnifiquement prodigue » pour leur construction comme pour leur consécration, comme l'atteste Flavius Josèphe. Après le siège de Jérusalem (70), Titus célèbre sa victoire dans plusieurs villes, dont Béryte et Antioche. Mais sous Septime Sévère, Béryte choisit de soutenir le légat de Syrie, Pescennius Niger, dans la guerre qui l'oppose à l'empereur, à l'inverse de ce que fait Tyr: ce choix est sanctionné par Septime Sévère qui détache Héliopolis (l'antique Baalbek) de Béryte, tandis que sa rivale Tyr est bientôt choisie comme capitale de la Syrie-Phénicie. Enfin, le christianisme se diffuse, et un premier évêque est mentionné à Béryte au milieu du IIIe siècle.
Au plan archéologique, les fouilles ont mis au jour trois ensembles de thermes romains au centre de la ville et trois autres en périphérie, des captages et aqueducs pour les alimenter, ainsi que des cryptoportiques. La vie civique et sociale romaine impliquait par ailleurs la présence d'une basilique et d'une palestre, que les archéologues pensent reconnaître à Béryte. Le commerce y est actif, grâce au port (des bureaux de douane sont attestés), et on importe, dans des amphores d'Espagne et peut-être aussi de Sinope, de l'huile de Bétique, des poissons en saumure et le garum du Pont, mais aussi des récipients à cuire.
Dans Béryte, où se côtoient Grecs, Juifs, Romains et Arabes, le latin est la langue officielle de l'administration, de l'armée et de la justice impériale : le droit, représenté par les juristes Paul, Ulpien de Tyr et Papinien d'Emèse, a été enseigné dans la t’école de droit de Béryte ; sa première mention apparaît dans l’œuvre de Grégoire le Thaumaturge en 239 apr. J.-C. ; les maîtres qui y ont sans doute enseigné ont pour nom Gaius, Scaevola, Marcien et Tryphonios ; cette école est restée active jusqu'au VIe siècle, au moment de la destruction brutale de Béryte par un tremblement de terre suivi d'un tsunami, le 9 juillet 551. Le latin est bien attesté sur les épitaphes et les dédicaces ; mais le grec continue à être utilisé dans l'enseignement et apparaît prépondérant dans toute l'épigraphie.